# Марк Уебър
Марк Алън Уебър (на английски: Mark Alan Webber) е австралийски пилот от Формула 1. Роден е на 27 август 1976 в Куинбейн, Нов Южен Уелс в Австралия. Живее в Бъкингамшър, Англия.

## Кариера
Както почти всички пилоти от Формула 1 и Марк започва своята кариера в картинга. Става шампион на Австралия и преминава във Формула Форд. През 1996 година печели Формула Форд. През 2001 се класира първи в Голямата награда на Монако във Формула 3000 и през същата година подписва договор с Мерцедес.

### Формула 1

#### Минарди
През 2002 година прави дебют във Формула 1 с Минарди в състезанието за Голямата награда на Австралия, завършвайки на 5-о място. Въпреки че не успява повече да влезе в зоната на точките до края на сезона, той е избран за новак на годината във Формула 1 за 2002. Завършва сезона на 16-о място с 2 спечелени точки.

#### Ягуар

##### 2003
През 2003 година подписва договор с отбора на Ягуар. През 2003 Уебър постига доста по-приемливи резултати. Три пъти завършва 6-и в състезанията Европа, Франция и Унгария. Също така записва и четири 7-и места в състезанията Испания, Австрия, Канада и Италия. Завършва сезона на 10-о място със 17 точки.

##### 2004
През 2004 година записва едно 6-о място в Германия, 7-о място в Европа и две 8-и места в Бахрейн и Великобритания. Завършва сезона като 13-и в класирането с актив от 7 точки.

#### Уилямс

##### 2005
През новия сезон Уебър вече е състезател на Уилямс. От 19 състезания Марк влиза 10 пъти в зоната на точките, като за първи път в кариерата си се качва на подиума, завършвайки на 3-то място в Монако. Завършва сезона 10-и с 36 спечелени точки.

##### 2006
Сезон 2006 е много слаб за Уебър. Успява да запише точки едва 3 пъти, завършвайки на 6-о място в Сан Марино и Бахрейн. Завършва на 8-о място в Китай. Приключва сезона на 14-о място с едва 7 записани точки.

#### Ред Бул

##### 2007
През 2007 година се състезава за Ред Бул със съотборник Дейвид Култард. Отново обаче не се представя убедително, записвайки едно 3-то място в Европа и две 7-и места в САЩ и Белгия. Завършва сезона на 12-а позиция с 10 точки.

##### 2008
През 2008 година отново е пилот на Ред Бул като за втора година негов съотборник е Дейвид Култард. През този сезон Уебър се представя малко по-убедително като записва 9 състезания в зоната на точките. От тях се откроява едно 4-то място в Монако. Завършва 11-и в генералното класиране с 21 точки. След края на сезона, на 22 ноември 2008 г., Марк Уебър претърпява инцидент по време на участието си в благотворително спортно мероприятие в Тасмания. 32-годишният австралиец е карал велосипед близо до Порт Артур в южната част на острова, когато го удря лек автомобил. Няма опасност за живота му. Джоф Донохю обяснява, че е твърде рано да се преценява дали травмите могат да се отразят на подготовката на Марк Уебър за сезон 2009 във Формула 1.

##### 2009
Сезон 2009 е най-добрият в кариерата на Уебър дотогава. Негов съотборник е Себастиан Фетел. През 2009 печели първата си победа във Формула 1 в Германия. До края на сезона записва още една победа в Бразилия, четири 2-ри места и две 3-ти. Постига най-доброто си класиране, завършвайки 4-ти в генералното класиране с 69.5 точки. Заедно с Фетел успяват да класират Ред Бул на 2-ро място при конструкторите.

##### 2010
През 2010 Уебър прави най-добрия си сезон по отношение на победите, отново съотборник му е Фетел. Успява да победи в четири състезания: Испания, Монако, Великобритания и Унгария. Завършва сезона 3-ти с 242 точки като постига най-добро класиране в кариерата си. Благодарение на постигнатите резултати на Уебър и на Фетел, който става световен шампион, Ред Бул за първи път печели първо място при конструкторите.

##### 2011
През сезон 2011 Уебър се състезава за Ред Бул пета поредна година. За трети пореден път съотборник му е Себастиан Фетел. През 2011 година Фетел е доста убедителен, въпреки че печели само веднъж и то в последното състезание за сезона в Бразилия. Освен тази победа той записва едно второ място и седем 3-ти. Във всичките 19 състезания Уебър завършва в топ 5 с изключение на едно в Италия, където отпада. Завършва отново на 3-то място в генералното класиране с 258 точки, като това е най-доброто му постижение. Неговият съотборник отново става световен шампион, а Ред Бул завършва на 1-во място при конструкторите за втора поредна година.

##### 2012
През 2012 година отново със съотборник Фетел не успява да се представи толкова убедително. Записва две победи в Монако и Великобритания. Успява да се качи още два пъти на подиума с едно 2-ро и едно 3-то място. Завършва сезона под номер 6 със 179 точки. За трети пореден път шампион при пилотите става съотборникът му, както и Ред Бул при конструкторите.